# Fanas
Fanas ([fɐˈnɔːs], toponimo tedesco) è una frazione di 401 abitanti del comune svizzero di Grüsch, nella regione Prettigovia/Davos (Canton Grigioni).

## Geografia fisica
Il villaggio di Fanas si trova su una terrazza sul versante settentrionale della valle del Prättigau . Il territorio comprende una parte dell'area tra il Taschinasbach e lo Schraubach, due affluenti di destra del Landquart . Il punto più alto è il Girenspitz ( 2394  m s.l.m. ) nell'estremo nord-est, che costituisce la fine della gola del Salginatobel . .
Della superficie comunale complessiva di 21,84 km², 9,83 km² sono terreni agricoli, di cui 7,75 km² di pascoli alpini. Altri 8,04 km² sono coperti da foreste e boschi, 3,81 km² sono terreni improduttivi (per lo più montani) e 0,15 e sono aree residenziali.

## Storia

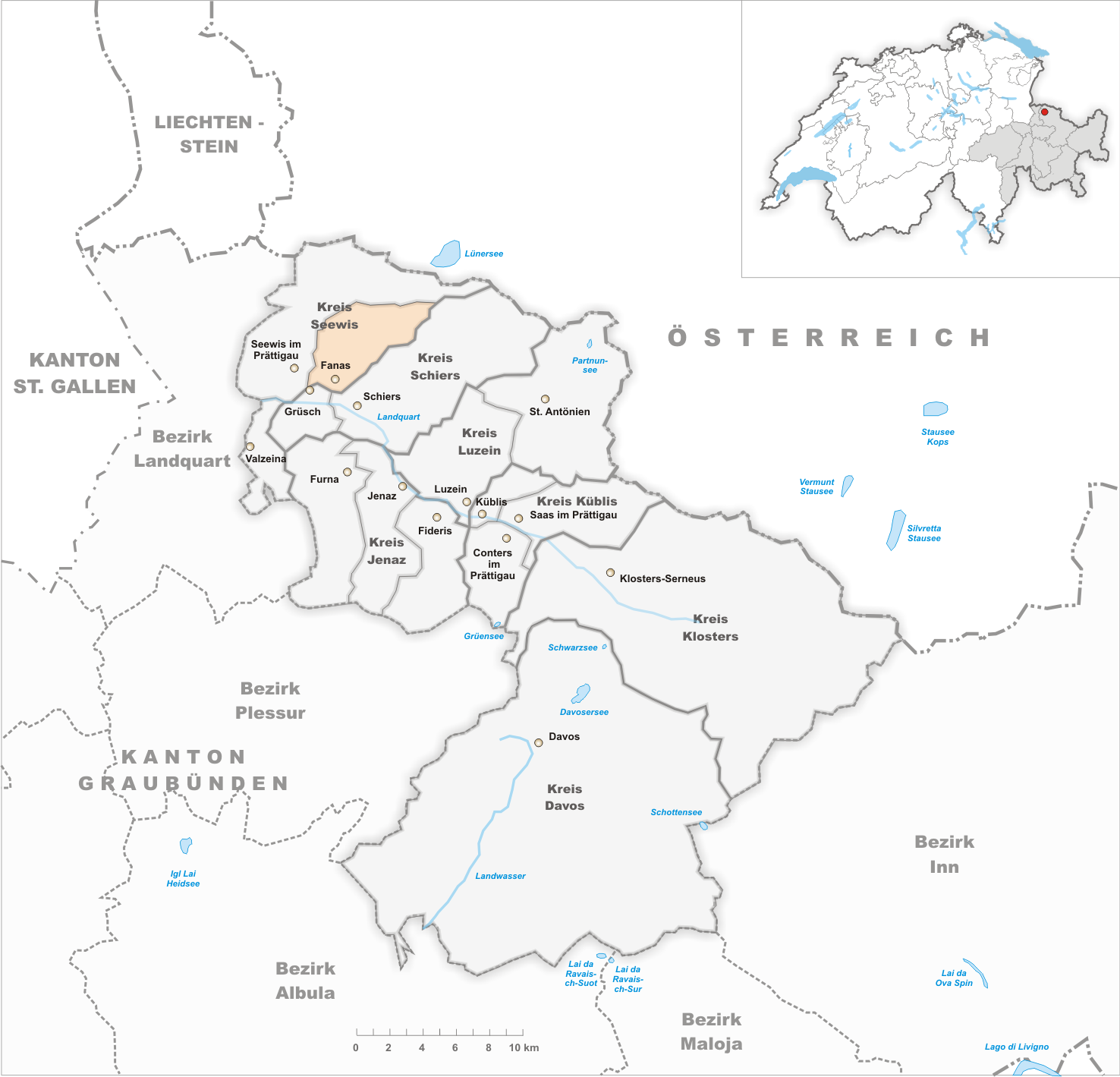
Il territorio del comune di Fanas prima degli accorpamenti comunali del 2011

Già comune autonomo che si estendeva per 21,84 km², il 1° gennaio 2011 è stato accorpato al comune di Grüsch assieme all'altro comune soppresso di Valzeina.

## Monumenti e luoghi d'interesse

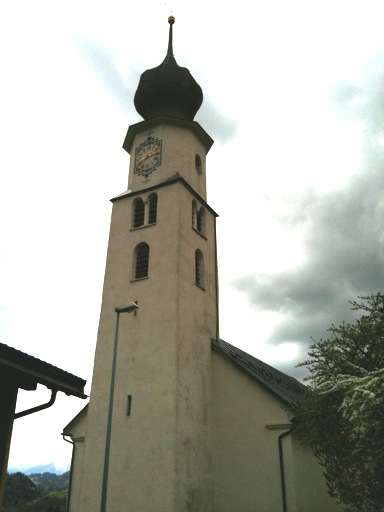
La chiesa riformata

- Chiesa riformata, eretta nel 1754-1755[2].

## Società

### Evoluzione demografica
L'evoluzione demografica è riportata nella seguente tabella:
Abitanti censiti

### Lingue e dialetti
Già paese di lingua romancia, è stata germanizzato nel XVI secolo.